# ディアナ・カドリクロワ・タギロバナ
ディアンナ カドリクロワ タギロヴナ（Diana Kadirkulova Tagirovna、1997年1月15日 - ）は、日本のモデルである。

## 人物
2016年にビジネス・ブレークスルーへ進学。大学では経済経営学部を専攻する。
ワイルドフラワーモデルエージェンシーに所属していたが、2020年12月に退社しフリーとなる。

## 主な出演
出典

### テレビ番組
- スクール革命!（2011年9月11日、日テレ）[3]

### オリジナルビデオ
- ざんねんなこ、のんちゃん。 セーラー服トラウマ日記（2011年1月20日、バップ）[4] ASIN B004CJ7N0A

### 雑誌
- Rolling Stone Japan (ローリングストーンジャパン) vol.14 (2021年5月号)

### ネット記事
- 膣から取り入れる美容液「Femly Labo（フェムリィ・ラボ）」を体験レポート！「Femly Labo（フェムリィ・ラボ）」
- Zoom “オシャレ”をもっと. [1]いつでも美女。Vol23「ディアナ」

### 広告モデル
- PUREDIAMONDLIFE
- 「Coffee in Nature」 by Kammui × Blue Bottle Coffee
- AIAFF 2024 芦屋国際映画祭
- 小顔矯正 KADOMORI
- Saison Rose Gold American Express Card ( SNS : teamrose_jp )
- Parafuse (脳洗浄)
- 247lingerie Re; by Reinest
- Banya Japan
- PDS HOTELS (THE AOYAMA GRAND HOTEL) 2023 Holiday Campaign (SNS)

### その他
- 1キロもやせていないのに小顔になれる! 顔面縮小マッサージ
- 『戦ってしまうよ』ゲスの極み乙女。ディスクジャケット[5]
- WIND AND SEA 公式インスタグラム[6][7]
- カルマ【KARUMA】YouTube）[8]
- CASIO BABY-G  公式インスタグラム[9]
- SKY-HI / I Think, I Sing, I Say feat. Reddy (Prod by SKY-HI) - Music Video-
- NO GOOD TV - 図工の時間 Vol.4 ブラジャーをプロデュース RAVIOUR #2 |RYO NISHIKIDO & JIN AKANISHI